# Moersleutel (brouwerij)
Moersleutel (officieel bekend als Moersleutel Craft Brewery B.V. en voorheen als Brouwerij De Moersleutel) is een Nederlandse brouwerij van speciaalbier. Ze is gevestigd in Alkmaar. 
De brouwerij staat bekend om haar technische aanpak, waarbij de eigenaren hun achtergrond in techniek gebruiken om machines aan te passen en zelfs eigen apparatuur te bouwen. Moersleutel exporteert hun bier naar 26 landen.

## Geschiedenis
Brouwerij De Moersleutel werd opgericht in 2015 door de vier broers Pim, Tom, Max en Rob Zomerdijk. De broers, zonen van Sjaak Zomerdijk van Vriendenbier, begonnen met brouwen in de ketels van hun vader en huurden later een ruimte voor vergisting, lagering en opslag naast Vriendenbier. In het begin richtte de brouwerij zich op bieren als imperial stouts, met smaken als koffie, chocolade, vanille en kokos.
In 2017 diende de brouwerij een aanvraag in voor een eigen brouwerij in Alkmaar. Een jaar later, in 2018, werd de brouwerij in gebruik genomen. Vanaf september 2017 tot december 2022 maakten Brouwerij De Moersleutel en Vriendenbier deel uit van Zomerdijk Brewing and Blending B.V., waarna De Moersleutel een eigen besloten vennootschap kreeg.
In maart 2021 ging de brouwerij een samenwerking aan met Multi Bier. 
In 2022 onderging Brouwerij De Moersleutel een naamswijziging naar Moersleutel Craft Brewery.

## Horecaonderneming
In juli 2019 opende De Moersleutel "The Scrapyard", een proeflokaal met een bierwinkel gelegen op het terrein van HAL 25, een culturele broedplaats nabij station Alkmaar. The Scrapyard beschikt over een terras van 1500 vierkante meter. Naast het serveren van speciaalbier organiseert The Scrapyard diverse evenementen, waaronder feesten met live muziek, activiteiten voor kinderen en een buitenbioscoop.

## Machinebouw
Tijdens de groei van De Moersleutel ondervonden de vier broers uitdagingen en besloten zij hun technische achtergrond te benutten door eigen apparatuur te ontwikkelen en te verbeteren. Vanaf 2018 begonnen zij bestaande machines aan te passen en nieuwe machines te vervaardigen. Door mond-tot-mondreclame kregen zij interesse van andere brouwerijen, die de broers vroegen vergelijkbare machines voor hen te produceren. De vraag nam toe, wat leidde tot de oprichting van Zomerdijk Engineering, een apart bedrijf gespecialiseerd in het leveren van apparatuur aan brouwerijen.

## Bieren
- Coffee Grinder, koffiestout
- Crank the Juice, IPA met Mosaic- en Simcoe-hops
- Fruit Bomb, dubbele IPA
- Macaroon Machine, kokosnootstout
- Motor Oil, Russian imperial stout

Brouwerij De 7 Deugden · De Bekeerde Suster · Bird Brewery · Bierbrouwerij De Boei · Brouwerij Breugem · Brouwerij Dampegheest · Brouwerij Egmond · Gooische Bierbrouwerij · Brouwerij Heyloo · Brouwerij 't IJ · Jopen · Brouwerij De Lepelaer · Moersleutel Craft Brewery · Naeckte Brouwers · Oedipus Brewing · Brouwerij De Prael · Brouwerij De Schans · SNAB · Texelse Bierbrouwerij · Tommie Sjef Wild Ales · Two Chefs Brewing · Brouwerij Uiltje · Bierbrouwerij Volendam · Walhalla Craft Beer · Wispe Brouwerij · Brouwerij Zeeburg